# Южен административен окръг
Южен административен окръг, съкратено ЮАО (на руски: Южный административный округ) е един от 12-те окръга на град Москва. Включва 16 района и е най-големият окръг на града по население – 1 773 425 души (2022). Един от двата окръга на Москва (заедно с Централния), който няма територии извън Московския околовръстен път (без да се брои територията на кръстовището на Московския околовръстен път отвън).
Код по ОКАТО – 45 296 000 000.
На територията на окръга има станции на Замоскворецкая, Серпуховско-Тимирязевская, Люблинско-Дмитровская, Каховская метролинии, както и станциите „Шаболовская“ и „Ленински проспект“ от Калужско-Рижската линия и станция „Лесопарковая“ на Бутовска линия.

## Ръководство
Алексей Валентинович Челишев, префект на Южния окръг на Москва, е на поста от 8 ноември 2013 г. Преди това е бил префект на Троицки и Новомосковски административни окръзи на град Москва.
Първите заместници на префекта – Лариса Александровна Мартянова.
Преди това префектът е Георгий Викторович Смолеевски. През октомври 2013 г. кметът на Москва го освобождава от поста след погромите в района Бирюльово Западное.

## Религия

### Православно християнство
На територията на окръга има около 20 православни храма, които са част от Даниловския деканат на Московската градска епархия на Руската православна църква. Настоятел на окръга е протойерей Олег Воробьов, настоятел на храма „Живонотворяща Троица“ в Орехово-Борисово. Енорийските църкви на Даниловския деканат също са заповядани да служат на викария на Московската епархия Негово Високопреосвещенство архиепископ Арсений Истрински.

## Символика

### Описание на герба на Южния окръг на Москва
Щитът е насложен с горната си част върху червената, оградена със злато, фигурна бойна стена на стената на Московския Кремъл. Над зъба има златна лента с надпис с червени букви: МОСКВА.
Държачи на щит: два златни грифона, седнали на кулите на фигурния мост на музея-резерват Царицино. Най-отдолу има златна лента с надпис с червени букви: ЮЖЕН РАЙОН.

### Обяснение на символиката на герба на Южния окръг на Москва
Сребърната вълнообразна тясна превръзка символизира река Москва, която тече през територията на окръга.
Златната патриаршеска митра в пурпурно поле символизира връзката между духовния и светския живот.
Сребърните порти на Свети Даниловския манастир в зелено поле символизират първия, както в миналото, така и в настоящето, манастир на град Москва, който има статут на духовен и административен център.
Два златни грифона символизират пътя, водещ към град Севастопол (в герба на който са изобразени златни грифони).
Фигурният мост на музея-резерват Царицино символизира местоположението на най-големия исторически паметник на територията на окръга – селския дворец на Екатерина II.

### Описание на знамето на Южния окръг на Москва
Знамето на Южния административен окръг представлява правоъгълно пано със съотношение ширина към дължина 2:3, диагонално разделено от долната част на пилона с бяла вълнообразна ивица с размер 2/15 от ширината на знамето.
В горната, прилежаща към дръжката, пурпурна част на плата е златна патриаршеска митра.
В долната зелена част на плата са сребърните порти на Св. Даниловския манастир.
В щита на московската форма има лява сребърна вълнообразна тясна лента. В горното пурпурно поле е златна патриаршеска митра. В долното зелено поле са сребърните порти на Св.Даниловския манастир.

## Райони
Административно окръгът се поделя на 16 района:
- Загоре
- Бирюльово
- Братеево
- Даниловски
- Донски
- Зябликово
- Москворечие-Сабурово
- Нагатино-Садовники
- Нагатински Затон
- Нагорни
- Орехово-Борисово Северно
- Орехово-Борисово Южно
- Царицино
- Чертаново Северно
- Чертаново Центрально
- Чертаново Южно

## Побратимени градове
- Йелгава, Латвия